# Woodkid
Йоа́нн Лемуан (фр. Yoann Lemoine; род. 16 марта 1983, Лион, Франция), также известный под псевдонимом Woodkid, — французский клипмейкер, графический дизайнер и автор-исполнитель.

## Биография
Йоанн Лемуан родился в городе Лион, Франция. Изучал иллюстрацию и анимацию в Emile Cohl School, которую окончил с отличием. Затем уехал в Лондон, где изучал шелкографию в колледже Swindon College. Вернувшись в Париж, некоторое время работал в графической компании H5, затем присоединился к команде режиссёра Люка Бессона и работал над его проектом «Артур и минипуты».
На творческий путь молодого человека в детстве направил его отец, а своими учителями Лемуан называет Вима Вендерса, Элиа Казана, Мишеля Гондри и Терренса Малика. Среди его режиссёрских работ клипы для таких исполнителей как Тейлор Свифт, Кэти Перри, Mystery Jets и Моби, а также короткометражные фильмы и рекламные ролики.
Свой дебютный сингл «Iron» он выпустил в марте 2011 года. В мае 2012 Йоанн выпустил второй сингл — «Run Boy Run», а позже, 18 марта 2013 года, вышел альбом «The Golden Age».

## Личная жизнь
Лемуан — открытый гей.

## Дискография

### Альбомы
- Iron (2011) (EP)
- Run Boy Run — Remixes (2012) (EP)
- The Golden Age (2013)
- Desierto (2016)
- S16 (2020)
- WOODKID FOR DEATH STRANDING 2: ON THE BEACH (2025)[2]

### Синглы
- «Iron» (2011)
- «Run Boy Run» (2012)
- «I Love You» (2013)
- «The Golden Age» (2013)
- «Goliath» (2020)

### Клипы
- «Iron» (2011)
- «Run Boy Run» (2012)
- «I Love You» (2013)
- «The Golden Age» (2014)
- «Goliath» (2020)

## Срежиссированные клипы
| Год  | Исполнитель    | Композиция               |
| ---- | -------------- | ------------------------ |
| 2008 | Yelle          | «Ce Jeu»                 |
| 2009 | Нольве́нн Леруа́ | «Faut-il, faut-il pas ?» |
| 2009 | Моби           | «Mistake»                |
| 2010 | Кэти Перри     | «Teenage Dream»          |
| 2011 | Тейлор Свифт   | «Back to December»       |
| 2011 | The Shoes      | «Wastin Time»            |
| 2011 | Лана Дель Рей  | «Born to Die»            |
| 2012 | Дрейк, Рианна  | «Take Care»              |
| 2012 | Лана Дель Рей  | «Blue Jeans»             |
| 2014 | Black Atlass   | «Jewels»                 |
| 2017 | Гарри Стайлс   | «Sign of the Times»      |

## Награды
- 2009: Фестиваль рекламы «Каннские львы». «Tiji» — серебро в номинации Лучший фильм[10].
- 2010: Фестиваль рекламы Eurobest. «Aides Graffiti» — бронза в номинации Лучший фильм[11].
- 2010: Фестиваль рекламы «Каннские львы». «Aides Graffiti» — золото (2) в номинациях Лучший вирусный Фильм, Лучший веб-баннер[12], бронза (2) в номинациях Лучший вирусный фильм, Лучшая музыка[12].
- 2012: UK Music Video Awards. «Born to Die» — победа в номинации Лучшее международное поп-видео. На эту же награду был номинирован другой срежиссированный им клип Ланы Дель Рей — «Blue Jeans»[13].

Произвольная программа фигуриста Натана Чена, с которой он поставил мировой рекорд на Чемпионате мира по фигурному катанию 2019 года, поставлена под композицию «Land Of All». Также эта песня стала саундтреком к фильму «Пустыня» (Desierto).